# Guizhouichthyosaurus
Guizhouichthyosaurus tangae
Genre
Espèce
Synonymes
- † Cymbospondylus asiaticus Li & You, 2002
- † Panjiangsaurus epicharis Chen & Chang, 2003

Guizhouichthyosaurus est un genre éteint de très grands ichthyosaures, des reptiles marins de la famille des Shastasauridae,,. Il a vécu au Trias supérieur (Carnien inférieur), soit il y a environ 235 Ma (millions d'années). Ses fossiles ont été retrouvés en Chine, dans la partie inférieure de la formation géologique de Xiaowa, située dans le xian autonome buyei et miao de Guanling de la province de Guizhou. 
Il a été décrit à l'origine sous le nom de Cymbospondylus (Cymbospondylus asiaticus) en 2002, puis en 2003 comme Panjiangsaurus (Panjiangsaurus epicharis), puis en 2009 comme Shastasaurus tangae, avant de se voir attribuer son propre genre Guizhouichthyosaurus en 2011.
Une seule espèce est rattachée au genre : Guizhouichthyosaurus tangae.

## Étymologie
Le nom de genre Guizhouichthyosaurus est composé du nom de la province chinoise de Guizhou où ses fossiles ont été trouvés,associé au grec ancien « ikhthús » qui signifie « poisson » et « saûros » qui signifie « lézard » pour donner « lézard poisson du Guizhou ».

## Description

### Taille
Sa longueur estimée, en se basant sur ses vertèbres, 86 vertebres presacrées et 110 vertèbres caudales, est d'environ 10 mètres.

### Paléobiologie
À la différence d'autres espèces de plus petits ichthyosaures qui étaient de prédateurs véloces qui attrapaient leurs proies en les poursuivant, Guizhouichthyosaurus a une morphologie et une stratégie d'alimentation qui ressemblent à celles du genre Shonisaurus. Guizhouichthyosaurus possède un museau étroit et une bouche sans dents dont il n'a pas besoin pour attraper les céphalopodes (ammonites et bélemnites) qui doivent constituer l'essentiel de sa nourriture. Sa niche écologique est comparable à celle des baleines à bosse actuelles avec une nageoire caudale réduite et une petite tête en comparaison de la taille importante de son corps.